# Eleanor Bardilac

Eleanor Bardilac, 2020

Eleanor Bardilac (* 9. Februar 1994) ist das Pseudonym einer österreichischen Schriftstellerin.

## Leben und Werk
Eleanor Bardilac studierte Deutsche Philologie und Vergleichende Literaturwissenschaft an der Universität Wien.
Sie schreibt hauptsächlich im Bereich der Fantasy. Neben ihren Romanen hat sie zahlreiche Kurzgeschichten in unterschiedlichen Anthologien veröffentlicht. 2022 erhielt sie für den Roman „Knochenblumen welken nicht“ den Phantastik-Literaturpreis Seraph für das beste Debüt.
Seit 2022 war sie im erweiterten Vorstand des Phantastik-Autor*innen-Netzwerk. Seit August 2025 ist sie 1. Vorsitzende des Vereins. Unter ihrem Klarnamen ist sie seit 2019 Mitglied des jungen PEN Austria.

## Werke
- Knochenblumen welken nicht. Droemer Knaur, 2021, ISBN 978-3-426-52716-0.
- Knochenasche rottet nicht. Verlag Ohneohren, 2023, ISBN 978-3-903-29664-0.
- Die Magie goldgewebter Herzen. Droemer Knaur, 2024, ISBN 978-3-426-53034-4.
- Love Education: Wo gehobelt wird, fallen Spä(h)ne als Elana Bardini (gemeinsam mit Anna Zabini). Selfpublishing, 2024, ISBN 979-8335454681.

## Preise und Nominierungen
- Chrysalis Award der European Science Fiction Society 2022[5]
- Gewinn des Literaturpreis Seraph 2022 für den Roman Knochenblumen welken nicht.